# زوئی را
زوئی را (انگلیسی: Zoe Rae؛ ۱۳ ژوئیهٔ ۱۹۱۰ – ۲۰ مهٔ ۲۰۰۶) یک هنرپیشه اهل ایالات متحده آمریکا بود. 